# Gare d'Urawa
La gare d'Urawa (浦和駅, Urawa-eki) est une  gare ferroviaire japonaise située dans l'arrondissement d'Urawa à Saitama. Elle est gérée par la East Japan Railway Company (JR East).

## Situation ferroviaire
La gare d'Urawa est située au point kilométrique (PK) 24,2 de la ligne principale Tōhoku et au PK 6,1 de la ligne Keihin-Tōhoku.

## Histoire
La gare a été inaugurée le 28 juillet 1883 par le chemin de fer Nippon.

## Services aux voyageurs

### Accès et accueil
La gare dispose d'un bâtiment voyageurs, avec guichet, ouvert tous les jours.

### Desserte
- Ligne Keihin-Tōhoku :
  - voie 1 : direction Tokyo, Yokohama et Ōfuna
  - voie 2 : direction Ōmiya

- Ligne Takasaki :
  - voie 3 : direction Ueno
  - voie 4 : direction Ōmiya et Takasaki

- Ligne Utsunomiya :
  - voie 3 : direction Ueno (interconnexion avec la ligne Ueno-Tokyo pour Tokyo et Shinagawa)
  - voie 4 : direction Ōmiya, Oyama et Utsunomiya

- Ligne Shōnan-Shinjuku :
  - voie 5 : direction Ikebukuro, Shinjuku, Yokohama et  Ōfuna,
  - voie 6 : direction Ōmiya et Takasaki ou  Utsunomiya